# Cantonul Graulhet
Cantonul Graulhet este un canton din arondismentul Castres, departamentul Tarn, regiunea Midi-Pyrénées, Franța.

## Comune
- Briatexte
- Busque
- Graulhet (reședință)
- Missècle
- Moulayrès
- Puybegon
- Saint-Gauzens